# 다총펑
《다총펑》(대충봉, 중국어 간체자: 大冲锋, 병음: Dà chōngfēng) 또는 파이널 컴뱃(영어: FinalCombat)은 쉰레이가 개발한 1인칭 슈팅 게임이다.

## 표절 논란
다총펑은 해외의 누리꾼들로부터 팀 포트리스 2와 배틀필드 히어로즈를 표절한 게임이라고 평가받고 있다.